# Милорад Терзић
Милорад Терзић, редовни члан Академије инжењерских наука Србије, пензионисани генерал-потпуковник грађевинске службе, рођен је 19. јула 1940. године, у Подгорици.
Након завршетка Грађевинског факултета у Београду, као војни стипендиста, примљен је у активну службу ЈНА у чину поручника, октобра 1966. године, и упућен од Грађевинске управе ДСНО у ГП „Планум“ на специјализацију изградње специјалних подземних објеката. По завршетку Школе за усавршавање официра Грађевинске службе ЈНА, упућен је у Војнограђевинску дирекцију (ВГД) К-де Прве армијске области. У Центру за студију изградње ГУ ДСНО ради на проблематици развоја наставних објеката, издавању часописа са фокусом на областима опште и техничке регулативе. Из ГУ је премештен у Војнограђевинску инспекцију при ГИНО, као војнограђевиски инспектор и начелник. Инспекцију изградње објеката вршио на скоро целокупном Грађевинском обезбеђењу одбране. Током периода од 1974-1988. његов тим је произвео око 10.000 записника са прегледаних више хиљада објеката и више хиљада станова, као и већи број техничких прегледа и експертиза на објектима различите намене.
Милорад је био Начелник Дирекције за уређење територије ДУТ-ССНО, са седам војнодоходовних установа, за радове у земљи и иностранству, помоћник СМО за послове цивилне одбране; помоћник Начелника ГШ ВЈ за стамбено обезбеђење, помоћник СМО, уједно и начелник Сектора за Грађевинско-урбанистичку  делатност (СГУД), са које дужности је пензионисан 3. марта 2000. године. Он је био представник МО и ВЈ у радним телима Владе СРЈ око 5. година. Поред професионалне делатности, имао је изузетно велики број активносту и задужења у раду струковних удружења, био је редовни професор на факултетима, учествовао у судским вештачењима и у раду друштвено-политичких организација и привреде.
Милорад Терзић, генерал-пуковник у пензији, дао је изузетан стручни и научни допринос развоју и унапређењу грађевинске струке у целини, посебно на специјалним објектима од нарочитог значаја за одбрану земље, чија реализација обухвата више интердисциплинарних области. Изузетан допринос је дао као главни инспектор одбране, за урбанизам и грађевинарство, као експерт у тумачењу и примени, опште војне и цивилне регулативе, чиме су постигнуте огромне уштеде, које се процењују на више стотина милиона УС долара. За ову област спада међу водеће експерте у Србији и бившој Југославији.

## Биографија
Милорад је рођен 19. јула 1940. у Подгорици, као десето дете од оца Николе и мајке Данице, рођене Ковачевић, где је завршио средње техничку школу 1959. Као техничар радио је на изградњи аутопута у Србији и руководио радом геомеханичке лаобораторије 1959/60. у Владичином Хану.
Грађевински факултет у Београду уписао је 1960, а завршио као први студент генерације свог одсека 1965. године. Дипломирао је на тему: Аеродром у Порторожу са наставком „Авеније сунца“ Трст-Копар-Бује-Ријека. Као дипл. грађ. инжењер почео је као надзорни орган на изградњи стамбеног блока 21. Нови Београд.
Војни рок је служио у ШРО у Карловцу, где је постигао најбољи успех у класи. По одслужењу војног рока, примљен је у активну службу ЈНА, 01. октобра 1966, у чину поручника, када је упућен од стреане Грађевинске управе ДСНО у „Планум” из Земуна, на специјализацију из области подземних објеката, током 1966-1968. У Плануму ради као технички руководилац на изградњи тунела Златибор на прузи Београд-Бар 1966. године, одакле је именован за техничког руководиоца на изградњи војне базе у Бихаћу. После Бихаћа је упућен за техничког руоводиоца на изградњи базе у Приштини, за коју ради Пројекат организације са анализом планова укључивања свих ресурса за извршење задатка.
Из Планума је упућен на специјализацију у Школу за усавршавање официра Грађевинске службе ЈНА у Земуну. После школе је упућен на рад у Војнограђевинску дирекцију (ВГД) при Команди прве војне области у Београду од 1968. до 1971, где је прошао све фазе развоја инжењера, од руководиоца Пројектног бироа за наставне објекте и објекте специјалне намене, руководиоца појединих интегралних група, грађења, надзорне службе, до учешћа у комисијама и експертизама за решавање великог броја разноврсних, технички сложених и поверљивих проблема.
Од 1971. упућен је на рад у Центар за студије и програмирање Грађевинске управе Државног секртаријата народне одбране (ДСНО), на којој дужности остаје до 01. октобра 1974. За време рада у ГУ ДСНО радио је на проблематици грађевинског обезбеђења оружаних снага, издавању техничких упутстава, студија, каталога грађевинске регулативе, стручних и научних радова, до учешћа у експертизама на решавању специфичних техничких сложених проблема. Уређује као главни и одговорни уредник, часопис Грађевинске Службе „Обавештења и коментари“.
Крајем 1974. године премештен је у Главну инспекцију народне одбране, Војно грађевинска инспекција (ГИНО-ВГИ), на дужност војнограђевинског инспектора одбране, а од 1986. је начелник техничких инспекција организованих у ГИНО-ВГИ, на којој остаје до 1. септембра 1989. За време рада у ГИНО-ВГИ учествовао је у инспекцији и контроли, програмирању, пројектовању, техничким пријемима, обрачуну радова и експертизама на скоро целокупном Грађевинском обезбеђењу за потребе одбране, на објектима различитих техничких сложености, специфичности и поверљивости, од средње инвестиционе вредности-складишта деривата разних величина, од „аква“ система до контактних подземних резервоара, наставних објеката, стрелишта, вежбалишта и полигона; здраствених објеката-војних болница у: Скопљу, Нишу, ВМА, Сарајеву, Пули, Загребу, Мељинама; до најсложенијих подземних објеката већих попречних профила, разних технолошких функција; заштитних подземних објеката за руковођење оружаним снагама, смештаја и заштите материјалних добара. По задатку Савезног извршног већа руководио је експертизом на утврђивању пресека стања на изградњи аеродрома „Буфарик” у Алжиру, 1988, за радове вредне преко 400. милиона УС долара.
Докторирао је из области техничких наука на тему „Изградња оперативних аеродрома као фактор просторног планирања земље са аспекта одбране`` 22. децембра 1983. на  Факултету грађевинских знаности Свеучилишта у Загребу, што представља први и јединствени рад у овој области. Он је био први доктор техничких наука из области: грађевинарства-аеродрома у СФРЈ.
Од 1. септембра 1989. до 1. августа 1992. упућен је на рад у Дирекцију за уређење територије Савезног секретаријата народне одбране (ДУТ-ССНО), за Начелника, као пуковник на формацијско место генерала, где је руководио са седам војно грађевинских установа, за радове у земљи и иностранству, и то: Војни Инжењеринг, за све радове у земљи и ииостранству, Војно-пројектни биро, за све области у грађевинарству, војно грађевинских установа: Београд, Загреб, Сплит-Кумбор, Хадићи и Краљево. За време рада у ДУТ ССНО руководио је реализацијом најсложенијих надземних и подземних објеката и технолошких функција у инжењерској и грађевинској техници, у земљи и Ираку (резиденција Председника).
Од 1. августа 1992 до 1993. је заменик начелника Управе за цивилну одбрану Савезног министарства одбране, где је унапређен у чин генерал-мајора Војске Југославије 27. децембра 1992. Био је Саветник Савезног министра одбране (СМО) за послове цивилне одбране, (1993-1995), Помоћник Начелника ГШ ВЈ, уједно и Начелник Сектора за за стамбено обезбеђење (1995-1996) и Помоћник Савезног министра за одбрану, уједно и Начелник Сектора за Грађевинско урбанистичку делатност (СГУД) 1996, са које дужности је пензионисан 3. марта 2000. у чину генерал-пуковникa Војске Југославије.
Био је представник СМО и ВЈ у радним телима Владе СРЈ око 5. година, као и повереник Владе у Скупштини СРЈ за одбрану Закона о одбрани, 1993.

### Образовање и усавршавање
- Средња техника школа (четири разреда), у Титограду (сада Подгорица) 1959
- Грађевински факултет у Београду, 1965.
- Школа резевних официра инжењерије, Карловац 1966, војни стипендиста.
- Доктор техничких знаности из подручја грађевинарства, Факултет Грађевинских знаности, Свеучилиште Загреб, 22. фебруар 1983.
- Професор по позиву на: Архитектонском факултету, последиплмска настава - Урбанизам и заштита, усклађеност потребама одбране, од школске 1984/85; на Грађевинском факултету у Подгорици[2] предмет тунели 1992/97[3]. Скрипта одобрена од Научно наставног већа Грађевинског факултета.
- Редовни професор на Факултету за градитељски менаџмент Универзитета Унион у Београду, за предмете: Надзор над изградњом и Управљање изградњом инфраструктуре - 2001, Законска регулатива у грађевинсрству - 2004 и Пројектовање конструкција 2007.
- Био је ментор и коментор за одбрану више специјалистичких и магистарских радова и теза докторских дисертација, на више факултета у Београду и Загребу.

### Војне дужности[1]
- инжењер у Грађевинском предузећу „Планум“ (1966–1968), Београд (Земун)
- инжењер пројектант, надзорни орган и руководилац интегралне групе у ВГД Београд
- референт за студије изградње у Грађевинској управи ДСНО (1968–1971), Београд
- референт за високоградњу у Грађевинској управи ДСНО (1971-1974),Београд
- инспектор у Војно грађевинској инспекци ВГИ- ГИНО (1974-1984), Београд
- помоћник начелника Војнограђевинске инспекције ВГИ-ГИНО (1984–1986), Београд
- начелник Војнограђевинске инспекције ВГИ-ГИНО (1986–1989), Београд
- начелник Дирекције за уређење територије ДУТ-ССНО (1989–1992), Београд
- начелник Одељења за одбрамбене припреме, уједно заменик начелника Управе за цивилну одбрану, Савезног министарства одбране (1992–1993), Београд
- саветник савезног министра одбране за послове цивилне одбране (1993–1995), Београд
- помоћник начелника Генералштаба, уједно и начелник Сектора за стамбено обезбеђење (1995–1996), Београд
- помоћник савезног министра одбране, уједно и начелник Сектора за  за грађевинско-урбанистичку делатност (СГУД-СМО) (1996–2000), Београд.

### Напредовање
У активну војну службу примљен је 1. октобра 1966. и унапређен је у чин:
- поручник грађевинске службе, 1. октобар 1966
- капетан, 1. октобар 1969. године
- капетан I класе, 22. децембар 1971. године, ванредно
- мајор, 22. децембар 1975. године
- потпуковник, 22. децембар 1979. године
- пуковник, 22. децембар 1984. године
- генерал-мајор, 27. децембар 1992. године
- генерал-потпуковник, 16. јун 1997. године

Пензионисан је 3. марта 2000. године

## Одликовања
Носилалац је више ордена, медаља, значајних признања, међу којима се наводе:
- Орден за војне заслуге са сребрним мачевима (1971),
- Ореден рада са златним венцем (1976),
- Орден за војне заслуге са златним мачевима (1981),
- Ореден братства и јединства са сребрним венцем (1985),
- Орден заслуга за народ са сребрним зрацима (1989),                                                                                                                                                    као и већим бројем похвала и новчаних награда.

### Признања
- Професор по позиву на: Архитектонском факултету у Београду, последипломска настава, за Урбанизам и заштита - усклађеност потребама  одбране, од школске 1984/85; и Грађевинском факултету у Подгорици, предмет тунели 1992/97; Редовни професор на Факултету за градитељски менаџмент Универзитета Унион - Београд, на предмету: Надзор над изградњом и Управљање изградњом инфраструктуре - 2001; Законска регулатива у грађевинарству - 2004 и Пројектовање конструкција - 2007.
- Био је ментор и коментор за одбрану више специјалистичких и магистарских радова и теза докторских дисертација, на више факултета у Београду и Загребу.
- Испитивач у комисији за полагање државних испита инжењера и техничара, при Друштву инжењера и техичара Србије[4], одређен решењем Привредне коморе Србије.
- Испитивач у комисији при Центру високих војних школа у Београду, за полагање испита за чин мајора и генерала, одређен наредбом ССНО. Положени испит за чин мајора грађевинске службе, признаје се као стручни испит у грађанству.
- Као стални судски вештак из грађевинарства, извршио је преко 500 судских вештачења, око 2.000 објеката разних сложености и намене, као експерт-сарадник Економског института извршио је процене фер тржишне вредности већег броја локација (фабрика стакла Панчево, фабрика Делишес[5] Владичин Хан, фабрика тепиха - Ивањица, локације „Нови дом“ Београд, пословна зграда „Прогрес” улица Кнез Михајлова, итд).
- Извршио је преко 100 обрачуна о условима, критеријумима и начину остваривања права на конверзију права коришћења у право својине уз накнаду, начину одређивања тржишне вредности земљишта и висини накнаде по основу конверзије у право својине уз накнаду.
- Био је генерални директор „Аероинжењеринга“, власништво Компаније „Браћа Карић“ Одлуком Владе Републлике Србије биран је за члана Републичке ревизионе комисије за стручну контролу техничке документације објеката од значаја за Републику 1997, и члана експертског тима за нострификацију пројекта чишћења корита Дунава код Новог Сада 2002/2003.
- Решењем Владе Републике Црне Горе о образовању Савета за војнопривредну делатност, биран је за члана Савета за Војноприврдну делатност[6].
- Био је генерални секретар Савеза инжењера и техничара Југославије (СИТЈ-СЈ); генерални секретар Савеза друштва за путеве СФРЈ; главни уредник: часописа Савеза инжењера и техничара Југославије (СИТЈ) „Техника”, сепарата „Менаџмент“, часописа „Обавештења и коментари“ (ГУ ДСНО), члан уређивачког одбора часописа: „Војно дело“, „Пут и саобраћај“, „Цесте и мостови”, већег броја монографија и књига, издатих од струковних организација инжењера и техничара.
- Изабран за почасног члана саветника Академије инжењерских наука Србије и Црне Горе (АИН С и ЦГ) маја 2004, преведен у дописног члана 2014, а изабран за редовног члана 2015.
- Председништво Академије инжењерских наука Србије (АИНС), поводом 20. година од оснивања доделило је Оснивачку повељу свом редовном члану Милораду Терзићу за подршку и активном учешћу у оснивању АИНС, уручена на Свечаној супштини 26. септембра 2018. у Београду.
- Проглашен је за заслужног и почасног члана већег броја струковних организација у земљи и иностарнству.
- Учествовао је и руководио на око 47. научно-стручних скупова и конгреса, у земљи и иностранству.
- Био је председник комисије за стандардизацију из грађевинарства, при Савезном заводу за стандадизацију, председник Савета за стандарде одбране, и Савета за просторно и урбанистичко планирање одбране, при Савезном министарству одбране.
- Изабран за члана и копредседника Комисије за припрему законске и друге регулативе од Управног одбора Инжењерске коморе Србије[7] (ИКС), јуна 2013/17.
- Од Инжењерске коморе (ИКС) пoседује лиценце за: одговорног пројектанта грађевинских конструкција објеката високоградње, нискоградње и хидроградње - 2004; одговорног пројеканта саобарћајница - 2003 и  одговорног извођача радова саобарћајница - 2003.
- Био је интернацoнални судија у тенису на отвореном првенству Европе 1980. у Београду.[тражи се извор]
- Био је делегат Конфереције СК у ЈНА трећег сазива (1970-1974) и члан Комитета Сектора позивне ССНО, до распада СКЈ - 1991: председник Месне заједнице (МЗ) „Спортски центар” и делегат Извршног одбора општинске конференције ССРН Чукарица.

## Приватни живот
Ожењен је Љубицом др. стоматологије. Они имају сина Николу, инжењера и кћер Наташу, економисту.